# Владимирово (община Берово)
Владимирово (макед. Владимирово) — село в Республике Македония, входит в общину Берово.
Село расположено в историко-географическом регионе Малешево, к западу от административного центра общины — города Берово. Высота над уровнем моря — 879 м.

## История
В исторических источниках в 1621—1622 гг, село указано как Ладимир, в вилаете Малешева Османской империи, причём джизья взималась тогда с 24 домохозяев Ладимира.
В справочнике Ethnographie des Vilayets d'Andrinople, de Monastir et de Salonique (Этнография вилаетов Адрианополь, Монастир и Салоники) изданном в Константинополе на французском языке в 1873 году, в селе Владимирово было 250 домохозяйств и население 912 жителей — болгар. В 1900 году здесь проживало 1650 болгар (македонцев)—христиан. В 1905 году 2 тыс. жителей села были прихожанами церкви Болгарской екзархии, в селе была школа.
В окрестностях села Владимирово расположен ряд археологических объектов:
- неолитическое селище Бараица (см. на македонск.);
- селище и гробница времён железного века — Увашлия (см. на македонск.);
- древнехристианская базилика — Црквиште (см. на македонск.);
- древнехристианская церковь — Гюзельдже (см. на македонск.);
- городище позденеантичной эпохи — Материца (см. на македонск.);
- селище позденеантичной эпохи —  Грамадата  (см. на македонск.);
- селище позденеантичной эпохи — Грамадье (см. на македонск.);
- курган позденеантичной эпохи — Могилка (см. на македонск.);
- средневековое городище Ковачка-Чука (см. на македонск.);
- средневековое селище Белов-Юрт (см. на македонск.);
- средневековое селище Селото (см. на македонск.).

## Население
Этническая структура населения в селе по переписи населения 2002 года:
- македонцы — 859 жителей;
- сербы — 2 жителя.

## Люди, связанные с селом
- Ханджиски, Благой — македонский политик, дипломат, бывший министр обороны и иностранных дел, уроженец села 1948 года.
- Левенски, Михаил[макед.] (1942—2010) — македонский поэт, публицист и драматург, уроженец села.